# 1997 BN3
1997 BN3 är en asteroid i huvudbältet som upptäcktes den 31 januari 1997 av den japanska astronomen Takao Kobayashi vid Ōizumi-observatoriet.
Asteroiden har en diameter på ungefär 6 kilometer.